# Veria
Veria, Berea o Beroea (en griego: Βέροια, Béroia; en macedonio: Бер, Ber) es una ciudad de Grecia, en la periferia de Macedonia Central (35.000 hab.), capital de la unidad periférica de Emacia, que ha tenido una existencia continuada desde la Antigüedad. Cuna de la dinastía antigónida, sede del koinon de los antiguos macedonios, fue una ciudad floreciente en época romana y medieval.
Berea aparece citada en los Hechos de los Apóstoles, 17,10 y 17,13, como un lugar de paso en el viaje del apóstol San Pablo a Atenas.
En el municipio de Veria se localiza el pequeño pueblo de Vergina, la antigua Egas, que cuenta con un yacimiento arqueológico de primer orden declarado Patrimonio de la Humanidad por la UNESCO en 1996. En este importante yacimiento destacan el Gran Túmulo con el Museo de las Tumbas Reales de Egas en su interior, la necrópolis, los palacios reales, el teatro, el santuario de Cibeles y la acrópolis.